# Science-Fiction-Jahr 1939
Übersicht

◄◄ | ◄ | 1935 | 1936 | 1937 | 1938 | Science-Fiction-Jahr 1939 | 1940 | 1941 | 1942 | 1943 | ► | ►►

Weitere Ereignisse

## Ereignisse
- Der erste Worldcon findet in New York statt